# Lekythion
Lekythion (altgriechisch ληκύθιον ‚Ölfläschchen‘, vgl. Lekythos) ist die Bezeichnung für einen katalektischen trochäischen Dimeter nach dem Schema
—◡—◡ˌ—◡—
Die Bezeichnung leitet sich aus einem Aristophanes-Zitat (Die Frösche 1208 ff.) her. Hier wird im Gespräch zwischen Aischylos und Euripides mehrfach der Satz ληκύθιον ἀπώλεσεν lekythion apolesen, deutsch ‚er verlor das Fläschchen‘ wiederholt, der immer als Teil des Trimeters hinter der Hauptzäsur steht. Damit wird die formale Glätte, die das Einsetzen der immer gleichen Formel erlaubt, parodiert. Aufgrund des Textzusammenhanges wurde mitunter auch die Bezeichnung Euripideum für das Lekythion verwendet. Das Lekythion ist beispielsweise bei Alkman und Euripides zu finden; auch in den Asynarteten des Archilochos taucht es auf. Hier steht es hinter einem Hemiepes.
Insbesondere mit vorangestelltem kretischem Dimeter wird der Vers auch als Euripideion bezeichnet.